# Turbidyt
Turbidyty – osady prądów zawiesinowych, powstające najczęściej w czasie osuwisk podmorskich i charakteryzujące się, między innymi, występowaniem uziarnienia frakcjonalnego. Turbidyty przeważnie wchodzą w skład osadów fliszowych.